# Bronzurile de Benin

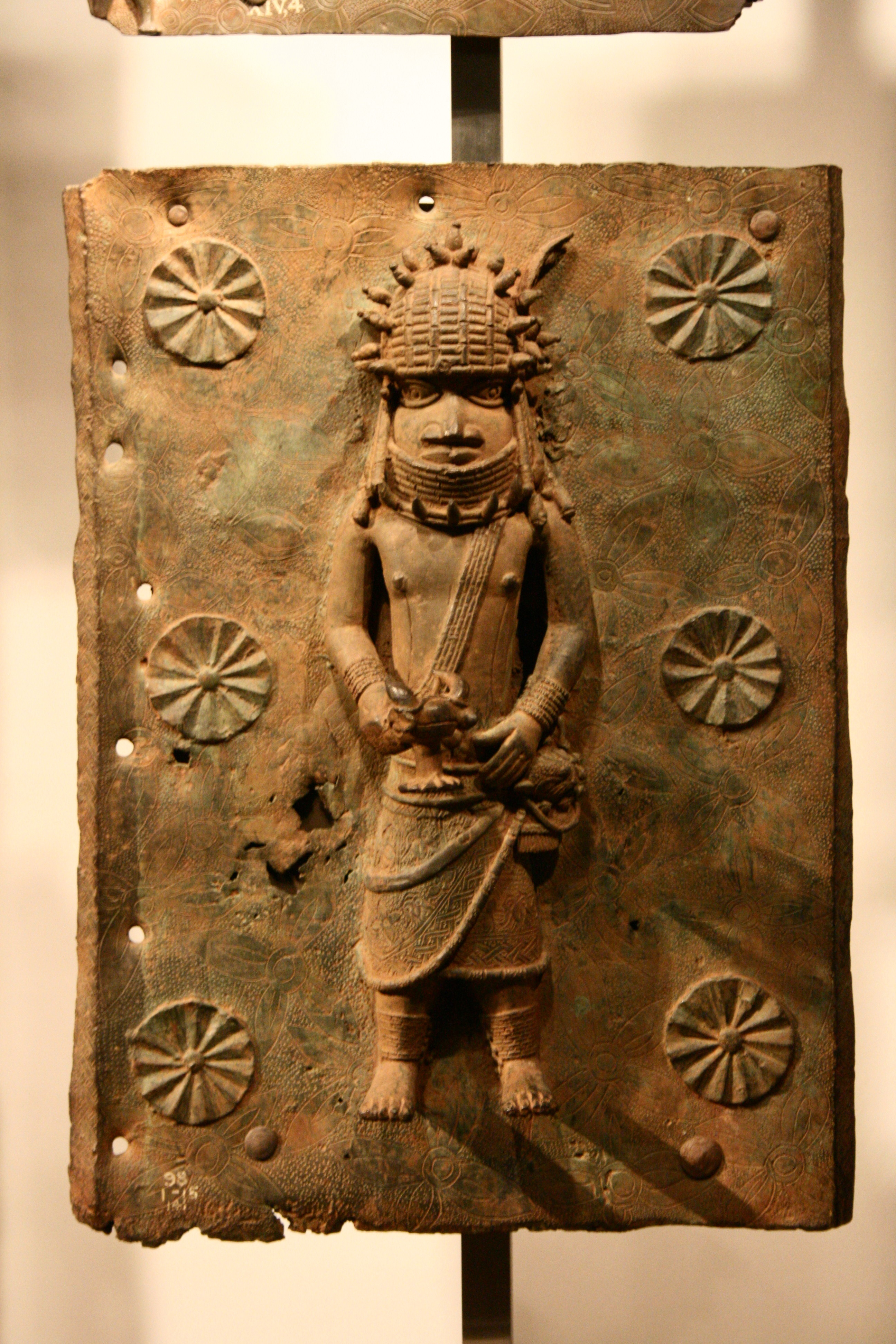
Placă de bronz care este expusă în British Museum din Londra, Anglia

Bronzurile de Benin sunt un grup de peste o mie de plăci și sculpturi de metal care decorau palatul regal al Regatului Benin, care era în actuala Nigerie.